# Distretto di Beimen
Il distretto di Beimen (北門區S, Běimén QūP) è un distretto della città di Tainan, situata a Taiwan.